# Kocbeře
Kocbeře (do roku 1950 Kočbeř, německy Rettendorf) jsou obec v okrese Trutnov v Královéhradeckém kraji. Leží zhruba čtyři kilometry severovýchodně od Dvora Králové nad Labem. Obcí protéká Kocbeřský potok, jeden z  drobnějších levých přítoků Labe. Osu Kocbeří představuje silnice I/37, jež se tu kříží se silnicí II/300. Žije zde 525 obyvatel.

## Název
Kocbeře byly pravděpodobně založeny v rámci německé kolonizace ve druhé polovině 13. století jako takzvaná lesně-rolnická ves, německy Waldhufendorf. Na základě jazykovědného bádání se usuzuje, že první osadníci přišli z oblasti Frank, Durynska a Saska. Způsob vzniku se otiskl do původního německého názvu vesnice – Reutendorf, kde první část odpovídá starohornoněmeckému slovesu reuten znamenajícímu zbavit půdu lesa a křoví, zúrodnit, vymýtit. Teprve v 19. století se ustálila forma Rettendorf.
Ze 14. století pochází český název vesnice – Kocbeře (v první pramenné zmínce Koczberzye). První část sousloví odkazuje ke staročeskému koc – označení pro hrubý plášť nebo houni. Jednalo se tedy o posměšný název pro sídlo, kde se berou, kradou pláště či houně.
V 16. století vzniklá osada, která je nyní místní částí Kocbeří, získala běžný název Nová Ves, německy Neudorf. Hovorově se označuje jako Chaloupky.
Až do 19. století by se mělo správně mluvit o samostatných vesnicích Kocbeři a Nové Vsi. K nim na parcele patřící k panství Žireč-Debrné přibylo v letech 1834–1836 sídlo známé jako Nová Kocbeř (Neu Rettendorf). Ta tvořila společně s dalšími novými založeními (Nový Kohoutov, Ženská Bída, Nové Záboří) samostatnou obec Království I. V jedinou ves pod názvem Kocbeře byly Kocbeř, Nová Kocbeř a Nová Ves sloučeny teprve v roce 1950.

## Historie
Kocbeř a Nová Ves patřily do poloviny 19. století k panství Choustníkovo Hradiště, jehož majiteli byli:
Půta z Turgova (1316–?), Ota z Turgova, Jan a Václav Krušinové z Lichtenburka (1382), Heřman z Choustníka (1395–1404), Beneš z Choustníka (1404–1410), Purkhart Strnad z Janovic (1410), Purkhart Strnad z Janovic (1410–1457), Mikuláš Zajíc z Hazmburka (1457–1459), Oldřich a Jan Zajícové z Hazmburka (1459–1473), Petr Čéč z Nemyčevsi (1473–1482), Dubek z Hustířan (1482–1501), Burian ze Švamberka (1501–?), Mikuláš z Dražovic (1513), Zilvar ze Silbrštejna, Jan Krupý z Probluze, Michal Slavata z Chlumu, Diviš Slavata z Chlumu (1533–1541), Mikuláš Pecingar z Bydžína (1541–?), Albrecht Ctibor Pecingar z Bydžína (?–1622), Albrecht z Valdštejna (1623), Marie Magdalena Trčková z Lípy (?–1633), Jan Rudolf Trčka z Lípy (1633-1634), František z Uhlfeldu (1636–1637), jezuitská kolej v Jičíně (1637–1651), Corfiz z Uhlfeldu (1651–1655), Ottavio Piccolomini (1655), Diana Maria Gazoldo, hraběnka Černínová, Vilém Bádensko-Bádenský, Jan Špork (1664–1679), František Antonín Špork (1679–1738), Anna Kateřina Swéerts-Šporková (1638–1743), hospitální nadace F. A. Šporka (1743–1848).
První písemná zmínka o vesnici se datuje k 29. květnu 1410, kdy Purkhart Strnad z Janovic podal u dvorského soudu žalobu na vdovu po Beneši z Choustníka, která neoprávněně disponovala s panstvím Choustníkovo Hradiště.
Do 19. století byly Kocbeře běžnou vesnicí se zemědělským obyvatelstvem. Ani v krátké době, kdy na panství Choustníkovo Hradiště vybudoval František Antonín Špork výstavné lázně v Kuksu, nepatřily Kocbeře do společenského či hospodářského centra dění. Tuto dobu připomínají pouze pamětní kámen tradičně spojovaný s místem, kde hrabě údajně skolil bílého jelena a studánka svatého Brunona, lokalizovaná východně od obce. Další rozvoj obce (přesněji ale Království I.) začíná v roce 1842, kdy v budově hostince zakládá průmyslník Bernard Gerber textilní faktorii, kde začal roku 1853 pro vídeňskou firmu Valero vyrábět hedvábné zboží. Firma Groß Handlungshaus J. A. Valero et Söhne, Wien o dva roky později provoz odkoupila a krátce nato postavila novou tovární budovu. Firmu od roku 1876 vlastnil vídeňský průmyslník S. Eisenberger. V době hospodářské krize přivedl majitel Erich Eisenberger firmu k úpadku a roku 1932 byla uzavřena. Provoz obnovil o rok později Walter Morawek, firmu vlastnil až do znárodnění roku 1945. Textilní výroba v Kocbeřích existovala i poté, když se z továrny stal vedlejší závod firmy Tiba.
Do roku 1945 v obci zcela převládalo obyvatelstvo německé národnosti. Dne 6. srpna 1945 byla v rámci takzvaného odsunu většina z nich deportována vlakem ke státní hranici u Hřenska, kde museli opustit území republiky. Stejný osud stihl dosud chráněné antifašisty z obce 8. října 1946.

## Obyvatelstvo
| Rok            | 1869  | 1880  | 1890  | 1900  | 1910 | 1921 | 1930 | 1950 | 1961 | 1970 | 1980 | 1991 | 2001 | 2011 | 2021 |
| -------------- | ----- | ----- | ----- | ----- | ---- | ---- | ---- | ---- | ---- | ---- | ---- | ---- | ---- | ---- | ---- |
| Počet obyvatel | 1 099 | 1 063 | 1 030 | 1 112 | 985  | 881  | 995  | 670  | 728  | 627  | 568  | 497  | 505  | 525  | 500  |
| Počet domů     | 131   | 132   | 137   | 142   | 143  | 143  | 186  | 180  | 160  | 146  | 138  | 152  | 150  | 170  | 175  |

## Obecní správa

### Části obce
- Kocbeře
- Nová Ves
- Nové Kocbeře

### Obecní symboly
Znak a vlajka byly obci uděleny rozhodnutím předsedy Poslanecké sněmovny Parlamentu České republiky dne 17. června 2009.

## Pamětihodnosti
- Kaple svatého Floriána
- Kaple Navštívení Panny Marie - červená kaplička
- Kaple Panny Marie - kaplička u hlavní silnice I/37
- Pomník obětem pochodu smrti z Gross-Rosen (1945)
- Šporkovy kameny (naučná stezka)
- Kámen s vytesaným jelenem jako památka na hraběcí lov (1726)
- Vojenský hřbitůvek obětí války 1866
- Janská studánka, poutní místo (nyní opuštěné), bohaté vodní zdroje v okolí
- Budova bývalé textilní továrny (Tiba, nyní Peter GFK)
- Kocbeřská lípa, památný strom poblíž křižovatky hlavních silnic (50°27′11″ s. š., 15°51′29″ v. d.)

Poblíž obce je v kamenolomu těžen druhohorní pískovec který je mj. použit při probíhající opravě zábradlí Karlova mostu v Praze.